# Elektropalatografia
Elektropalatografia (ang. Electropalatography) -  technika służąca do monitorowania kontaktu języka z podniebieniem twardym zwłaszcza podczas artykulacji i mowy.
Do przeprowadzenia badania konieczne jest wykonanie indywidualnej, innej dla każdego badanego płytki, zawierającej elektrody rejestrujące kontakt z językiem. Płytka ta musi być dobrze dopasowana do podniebienia badanego, aby odwzorowywać stosunki języka z podniebieniem w warunkach normalnych. W chwili kontaktu generowane są impulsy, które rejestruje zewnętrzny odbiornik.
Elektropalatografia pozwala na rejestrowanie, monitorowanie i wizualizację ruchomości języka podczas mówienia, co ma znaczenie w nauce prawidłowych wzorców artykulacji, zwłaszcza u głuchych dzieci.
Elektropalatografia jest metodą nową i trwają badania nad jej zastosowaniem w diagnostyce i leczeniu. Do tej pory badano jej przydatność w populacjach dzieci z głuchotą, rozszczepem podniebienia, mózgowym porażeniem dziecięcym, implantami ślimakowymi oraz u dorosłych z chorobą Parkinsona.

Przeczytaj ostrzeżenie dotyczące informacji medycznych i pokrewnych zamieszczonych w Wikipedii.